# Golden Lane Estate

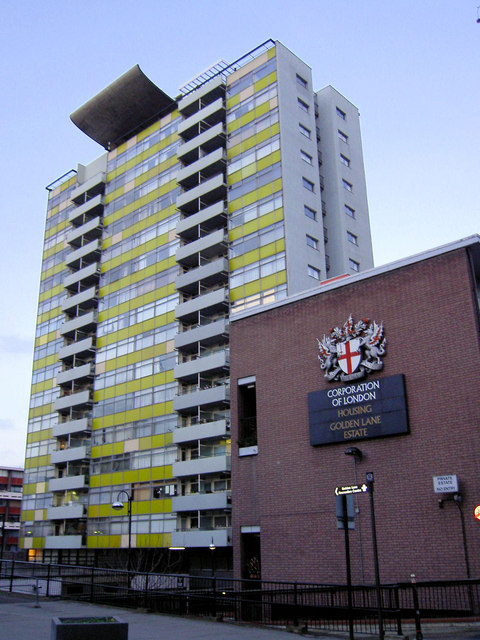
Great Arthur House, al centro della Golden Lane Estate, era l'edificio residenziale più alto della Gran Bretagna al momento della sua costruzione.

Il Golden Lane Estate è un notevole complesso residenziale popolare degli anni 1950 nella City di Londra. Fu edificato all'estremità settentrionale della City, in un luogo devastato dai bombardamenti durante la seconda guerra mondiale.

## Origini

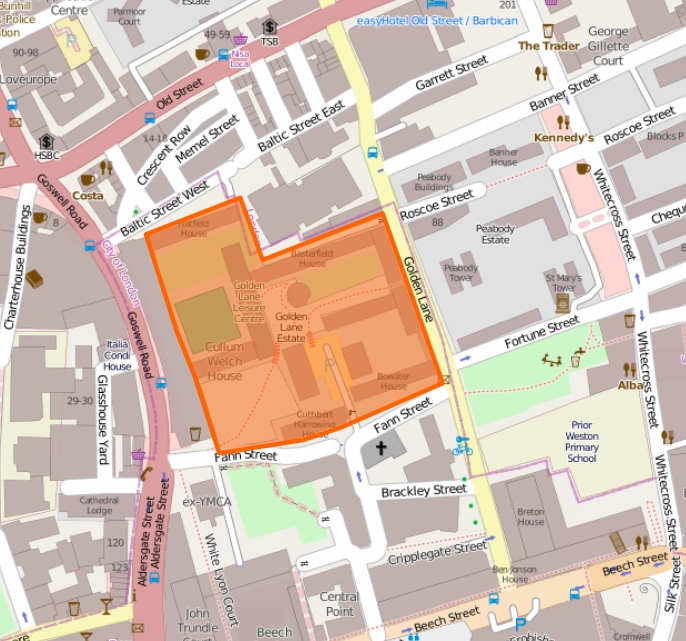
La posizione del Golden Lane Estate

Il complesso è costituito da alloggi residenziali a nord di Cripplegate, realizzati in seguito alla distruzione di gran parte della City da parte dei bombardamenti nazisti durante la Battaglia d'Inghilterra della seconda guerra mondiale. Nel 1950 erano rimasti nella City solo circa 500 residenti, e soltanto 50 vivevano nell'area di Cripplegate. L'impegno fu quello di fornire case popolari per le persone che lavoravano in città, come parte della ripresa globale e strategia di ricostruzione della City di Londra.
A quel tempo l'area rientrava nei confini del distretto metropolitano di Finsbury e inizialmente fu offerto un numero proporzionato di locazioni a coloro che erano in lista d'attesa a Finsbury. Dal 1994 l'area è stata posta all'interno del confine politico della City di Londra a seguito di cambiamenti di confine sollecitati dai residenti.

## Concorso di architettura per il Golden Lane Estate
Il concorso per i progetti venne bandito nel 1951. In un'epoca in cui la ripresa del secondo dopoguerra era ancora lenta, questa rara opportunità, per gli architetti di uno studio privato, di progettare una proprietà del genere attirò molti professionisti. Il concorso venne trattato dalla stampa specializzata in architettura e anche da quella generalista. Quando, il 26 febbraio 1952, Geoffry Powell venne dichiarato vincitore del concorso, venne costituita la società di Chamberlin, Powell e Bon. I tre soci Chamberlin, Powell e Bon erano tutti docenti di architettura alla Kingston School of Art e avevano stipulato un accordo secondo il quale se una delle loro opere personali avesse vinto il concorso, avrebbero condiviso l'incarico come gruppo. Il concorso venne valutato da Donald McMorran, che aveva progettato (in stile tradizionale) alloggi per la Corporation of London. Un progetto di Alison e Peter Smithson non ebbe successo, ma all'epoca ricevette l'attenzione della stampa. 

## Sviluppo

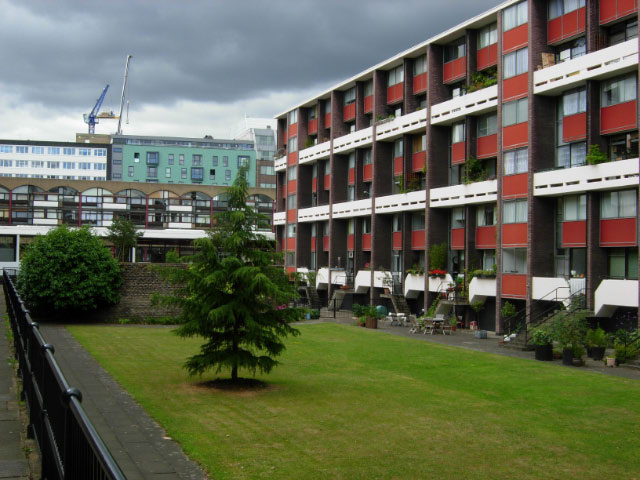
Basterfield House

Rispetto alle altre case popolari dell'epoca, venne posta una maggiore enfasi sulle esigenze abitative dei single e delle coppie piuttosto che delle famiglie con bambini. Monolocali e bilocali costituivano la maggioranza (359) delle 554 unità abitative. La densità di popolazione, a 450 persone per ettaro, era alta, ma il 60% dell'area del sito era uno spazio aperto e divenne possibile la costruzione di strutture più alte di quelle comuni nel 1951.
Dalla metà del XIX secolo il sito era stato occupato da piccole industrie e attività commercialivittoriane, in particolare per la lavorazione dei metalli. Alcuni degli scantinati degli edifici bombardati vennero mantenuti come aree sommerse. Il complesso venne progettato dagli architetti Chamberlin, Powell e Bon, che in seguito progettarono l'adiacente Barbican Estate. La Golden Lane Estate venne commissionata e finanziata dalla City of London Corporation, che rimaee proprietaria del sito e fungeva da gestore. Tuttavia, si distingue dalla maggior parte degli edifici della City di Londra, che è oggi la capitale europea dei servizi finanziari e costituita da edifici in gran parte non residenziali.
La prima fase del complesso venne inaugurata ufficialmente nel 1957, come indicato sulla lapide commemorativa su Bowater House. Prima del completamento, venne ampliato a ovest con l'acquisizione di ulteriore terreno, con tre edifici aggiunti in seguito: Cullum Welch House, Hatfield House e Crescent House. L'ampliamento del sito consentì di aggiungere un edificio ricreativo, un campo da bocce (ora campi da tennis) e altre strutture. Il complesso venne completato nel 1962. 

## Effetti sull'opinione pubblica
La Rank Organisation realizzò un documentario, Top People, che delineava lo sviluppo dell'area, come uno dei suoi documentari "Look at Life".
Una volta completato, il complesso attirò ancora più pubblicità, rispetto al concorso di architettura, essendo considerato un simbolo del recupero postbellico. Venne ampiamente fotografato e descritto, e comparve anche in diversi servizi di cinegiornali. 

## Architettura

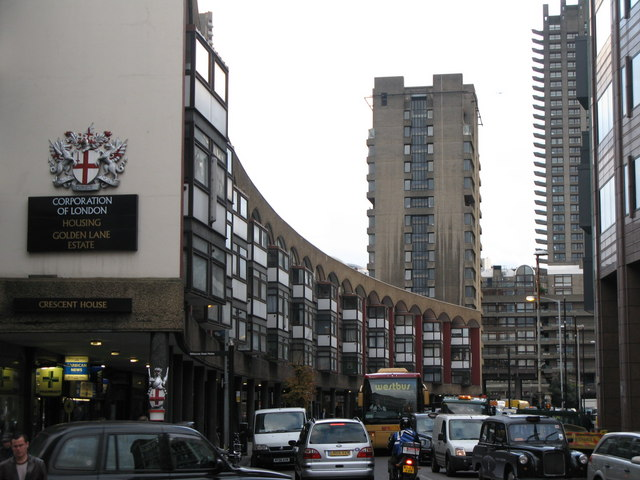
Crescent House, con il di Barbican sullo sfondo

I blocchi di villette erano rivestiti con pannelli in colori primari (rosso e blu sui blocchi di villette e giallo sul blocco a torre). Il cemento si trovava meno presente che nel Barbican Estate. Tuttavia, alcune delle superfici in cemento che sono oggi dipinte, ad esempio sugli stretti prospetti della Great Arthur House, erano originariamente non dipinte ma in seguito vennero rivestite quando soffrirono precocemente di macchie e striature dovute alla pirite del ferro nel cemento armato.
All'interno, la maggior parte delle abitazioni presentava terrazzi alla veneziana che sporgevano dalle pareti come un cantilever. Questo, faceva si che le camere da letto fossero sospese, strutturalmente parlando, senza sostegni, dando così una progettazione molto compatta con una sensazione sorprendentemente spaziosa ai piccoli appartamenti, nonostante il fatto che erano stati costruiti sotto le severe restrizioni edilizie del governo del periodo del secondo dopoguerra. L'ingegnere fu Felix Samuely.  Alcuni appartamentini conservano i radiatori ad acqua calda a forma di clessidra, visibili dalle finestre.
Crescent House, l'ultimo degli edifici, completato nel 1962, era il più grande e si affacciava lungo Goswell Road. Progettato dall'assistente architetto e disegnatore dello studio Michael Neylan, mostrava un'estetica più dura di quella che gli architetti stavano sviluppando nell'adiacente Barbican Estate, le cui prime fasi di costruzione erano iniziate.
Gli architetti rispettarono la prescrizione di fornire l'alta densità all'interno dei 2,8 ettari disponibili. L'elemento più rappresentativo del progetto era il grattacielo di appartamenti con una sola camera da letto, Great Arthur House, che forniva un'enfasi verticale al centro dello sviluppo e, con i suoi 16 piani, fu per breve tempo, al suo completamento, l'edificio residenziale più alto della Gran Bretagna. Fu il primo grattacielo residenziale a Londra che superava i 50 metri di altezza e anche il primo edificio a violare il limite di altezza dei 30 metri nella City di Londra.

## Denominazione
I nomi delle strutture del complesso edilizio erano un misto di riferimenti a caratteristiche del sito storico e di individui associati alla City di Londra.
- Hatfield House prese il nome da Hatfield Street che scorreva al largo di Goswell Road ed era stata progettata in una data successiva alla mappa di Londra di Faithorne e Newcourt del 1658[6]
- Great Arthur House prese il nome da Great Arthur Street, che correva tra Goswell Road (poi Goswell Street) e Golden Lane, originariamente chiamata Bridgwater Street e mostrata sulla mappa di Morgan del 1682[7]
- Crescent House seguiva la linea di edifici storici di Goswell Road, creando una mezzaluna. Gli architetti Chamberlin Powell e Bon apprezzavano l'evocazione di una mezzaluna del XVIII o XIX secolo e la loro architettura può essere considerata come un'interpretazione moderna di questo genere di costruzioni.
- Cullum Welch House prese il nome dal tenente colonnello. Sir George Cullum Welch, I baronetto, sindaco al momento della costruzione del complesso.
- Stanley Cohen era presidente del comitato per la salute pubblica della città di Londra nel 1954, quando fu concesso il contratto di costruzione della proprietà.
- Bowater House prese il nome da Sir Noel Bowater, il Lord Mayor di Londra che nel 1954 pose la prima pietra a Bowater House, il primo edificio ad essere completato, e su cui è registrato il suo nome.[8]
- Cuthbert Harrowing era un altro presidente del Comitato per la salute pubblica della City di Londra, morto poco prima della posa della prima pietra, ma il cui nome è riportato anche sulla prima pietra.

## Giardino pensile
Il giardino pensile di Great Arthur House è un bel punto di osservazione verso la Cattedrale di San Paolo e Barbican Estate e offre viste panoramiche su Londra. È alto tre piani, fa dell'ingranaggio di avvolgimento dell'ascensore e dell'alloggiamento del serbatoio una virtù per formare un gazebo modernista sul tetto e sfrutta al massimo l'ingombro ridotto del blocco a torre. Le pergole e le attrezzature per la pulizia delle finestre, accuratamente integrate, sono considerate per le loro qualità scultoree. Una piscina ornamentale corre dalla parte inferiore del baldacchino di cemento curvo. Originariamente era aperta a tutti i residenti ma è stata chiusa per più di un decennio a seguito di due suicidi.

## Un modello per l'edilizia sociale e la vita urbana

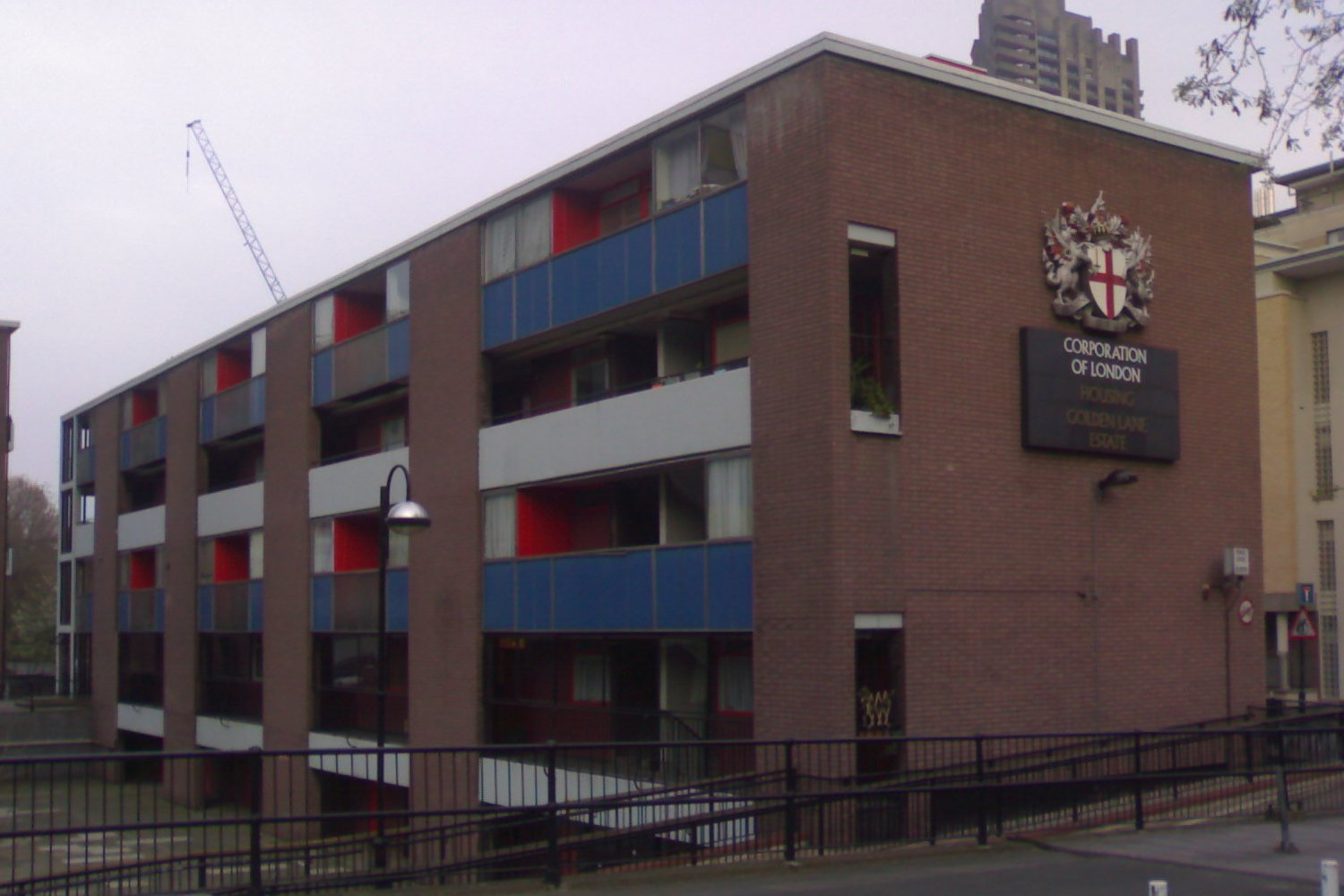
Uno dei blocchi di villette

Fin dall'inizio il complesso fu considerato un modello di integrazione sociale con i primi inquilini che comprendevano custodi, sacerdoti, impiegati, medici, addetti alle pulizie, agenti di polizia e segretari.
Oggi il complesso ospita circa 1.500 persone che vivono in 559 monolocali e unità da una, due o tre camere da letto. Ci sono 385 appartamenti e 174 appartamentini. In origine, sul bordo occidentale c'era una fila di negozi e strutture sociali per creare un microcosmo urbano. Queste comprendevano una piscina pubblica, una palestra, appartamenti per gli ospiti e i visitatori dei residenti, un ufficio immobiliare, un pub e campi da tennis (in origine un campo da bocce), un asilo nido e un ufficio di polizia, il tutto combinato per creare un microcosmo urbano. L'asilo nido e l'ufficio di polizia sono stati chiusi, ma altre strutture sopravvivono, preservando i valori che stavano dietro la creazione del complesso. Sebbene erano un tempo comuni nella pianificazione e nell'edilizia abitativa delle autorità locali del secondo dopoguerra, questo idealismo, l'impegno per un design di qualità e una visione olistica della vita urbana sono stati in molti casi abbandonati dalle municipalità.
Gli appartamenti in affitto sono ancora case popolari affittate a canoni abbordabili. Le domande per le unità abitative in affitto possono essere presentate alla City di Londra per i candidati idonei che vivono o lavorano nella City. Nel 2016, il 52% degli appartamenti era stato venduto con contratti di locazione a lungo termine in base alle disposizioni del regime di diritto di acquisto introdotte dal governo Thatcher. Successivamente alla vendita, i canoni di locazione si sono rivelati appetibili, con prezzi in linea con il territorio circostante.

## Restauro
Dopo due decenni di proposte fallite per riparare le due facciate continue di Great Arthur House, venne selezionato John Robertson Architects, tramite gara d'appalto, per la sostituzione. Risalente al 1959, il sistema in alluminio e vetro non era adeguato ai moderni standard termici. Il progetto prevedeva la sostituzione della facciata continua con una simile che offrisse prestazioni termiche più elevate e il rafforzamento del telaio in calcestruzzo per ricevere la parete sostitutiva più pesante.  Il costo per i locatari fu di circa 95.000 sterline per appartamento.
Si dice che questo progetto sia stato il primo ad affrontare l'efficienza termica degli edifici del complesso e ad affrontare un sostanziale arretrato di manutenzione cumulativo da parte dei proprietari. L'esecuzione dei lavori è stata programmata per essere eseguita dal 2017 al 2027.
Il restauro della piscina e delle strutture ricreative è stato completato nel 2015 dagli architetti Cartwright Pickard. Il design originale è stato generalmente rispettato, ma ha comportato la conversione delle strutture sociali dei residenti e di un ex ufficio di polizia in una palestra data in gestione commerciale.
L'ex Community Hall e Social Club è stata trasformata in una sala data in affitto. Gli architetti sono stati Studio Partington, e l'opera è stata completata nel 2018. Ciò ha comportato una riconfigurazione completa della divisione interna e modifiche ai prospetti, in particolare a livello del tetto.

## Influenze corbusiane
Sia il lavoro precedente che quello alla Crescent House sono chiaramente influenzati dal lavoro di Le Corbusier, un'influenza che gli architetti sono stati felici di riconoscere. Crescent House mostra affinità con le sue Maisons Jaoul a Neuilly-sur-Seine, mentre le villette (con le loro scale a pianta aperta e a doppia altezza) ricordano quelle delle sue Unité d'Habitation a Marsiglia, e anche di altri suoi progetti. L'idea di un complesso edilizio come microcosmo urbano è essa stessa chiaramente riconducibile al pensiero di Le Corbusier, testimoniato dalle Unités e altrove. I dettagli e le finiture della Golden Lane Estate, tuttavia, differiscono sostanzialmente da quelli delle opere di Le Corbusier. 

## Stato dell'edificio classificato
Dal 1997, la proprietà è protetta come un gruppo di edifici classificati di particolare interesse architettonico. La proprietà è elencata al Grado II, ad eccezione di Crescent House, che è elencata al Grado II* in considerazione della sua importanza come esempio di architettura residenziale del dopoguerra. Le parti comuni, i paesaggi e i giardini sono stati elencati separatamente come paesaggio classificato al Grado II nel 2020.
Il complesso è rimasto in gran parte intatto, nonostante abbia subito una costante erosione dei dettagli del design. Nel 2006/2007, in parte per affrontare questa erosione, sono state sviluppate linee guida per la gestione degli edifici classificati con Avanti Architects e un gruppo di residenti e parti interessate per garantire la continua manutenzione della proprietà. Sebbene l'essere edifici classificati limiti la libertà dei proprietari di poter apportare modifiche ai loro appartamenti (sotto la minaccia di procedimenti penali), i valori della proprietà nella zona sono in costante aumento da quando sono stati inseriti nella lista.

## Stazioni della metropolitana nelle vicinanze
- Stazione di Liverpool Street
- Stazione della metropolitana di Barbican
- Stazione di Moorgate
- Stazione di Farringdon
- Stazione di Old Street